# San Benito (Entre Ríos)
San Benito es un municipio del distrito Sauce del departamento Paraná en la provincia de Entre Ríos, República Argentina. El municipio comprende un área rural y la localidad del mismo nombre que es componente del aglomerado del Gran Paraná. Tiene unos 30.000 habitantes y se halla a 11 km del centro de la Ciudad de Paraná.

## Economía
San Benito limita con la ciudad de Paraná. El arroyo Las Tunas divide dichas ciudades. Posee registro civil propio, comisaría, dos escuelas primarias, tres secundarias, dos escuelas privadas, un centro comunitario, un centro de salud, un cajero automático, jardines de infantes y un club. Cuenta con varias plazas y plazoletas. 
Para ingresar a dicha localidad se lo puede hacer por la Ruta Nacional 12 por el acceso este a la ciudad, que continúa con el nombre de avenida Friuli o por la Ruta Nacional 18 en intersección con el ingreso norte por avenida Guido Marizza.

## Historia

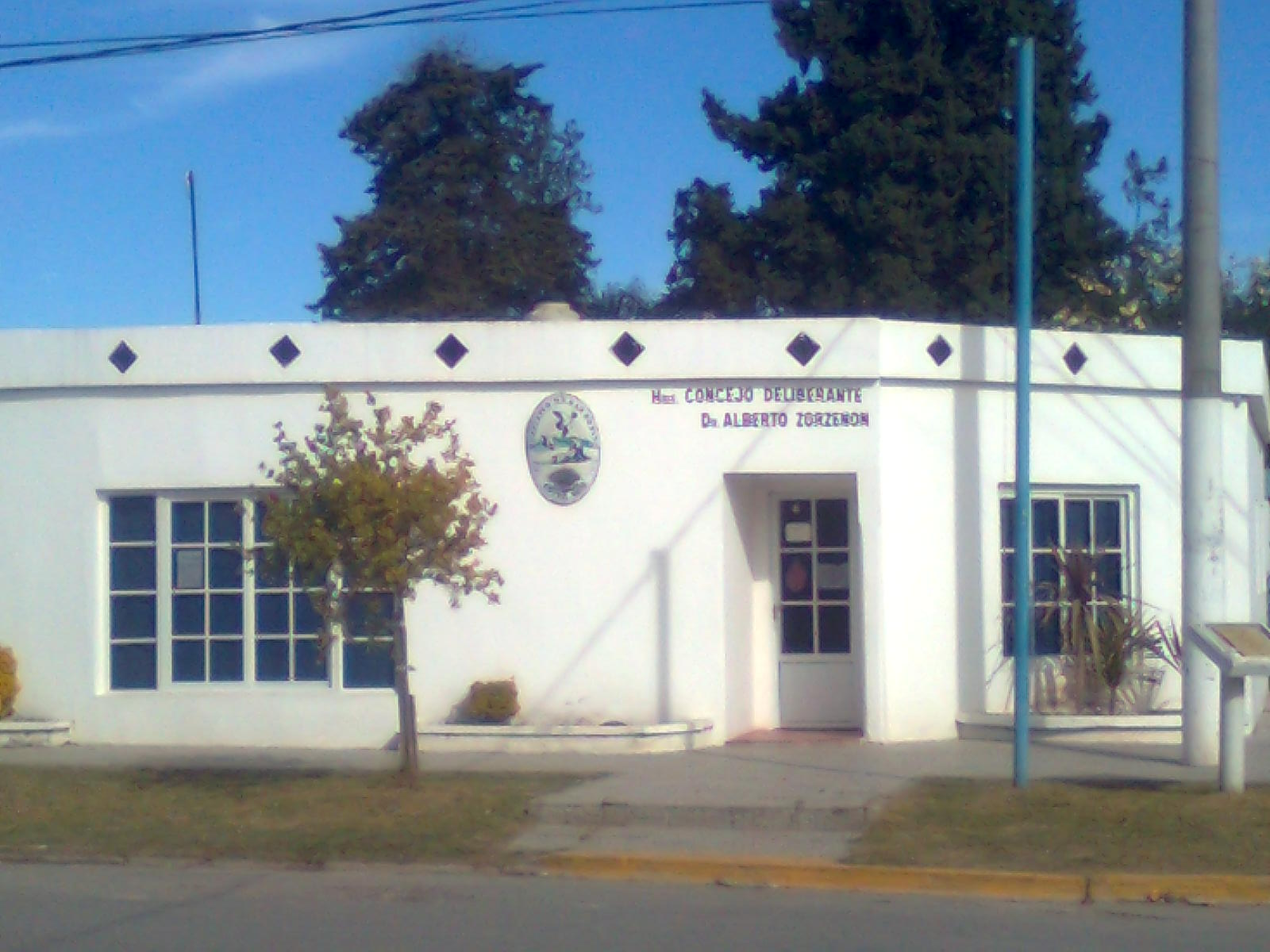
Concejo deliberante de la ciudad de San Benito

San Benito tiene su origen en un contingente de inmigrantes italianos, eslovenos y austríacos, llegados desde el 21 de abril de 1879 (fecha tomada como fundacional), de la actual región italiana de Friul-Venecia Julia, que entonces abarcaba zonas lindantes con el entonces Imperio austro-húngaro y la actual Eslovenia, llevados por los hermanos Brugo desde el puerto de Rosario, provincia de Santa Fe, cuando se dirigían a integrarse a la Colonia Caroya de la provincia de Córdoba. Carlos y J. José Brugo pertenecían al comercio de Paraná y estaban vinculados a la navegación con transporte fluvial.
Los campos que se colonizaron pertenecieron inicialmente a Vicente del Castillo, quien fue ministro de Hacienda de la Confederación Argentina; en el ocaso de la Confederación prestó dinero al estado para solventar los gastos de la escuadra varada en el puerto de Paraná y con el traslado de la capital a Buenos Aires Bartolomé Mitre no le reconoció el aporte y se vio en serias dificultades económicas, por lo que perdió sus propiedades. Estos campos pasaron a manos de la Comisión Pro Templo de San Miguel de Paraná, a raíz de un decreto del gobernador Febre en junio de 1878. Esta comisión cedió sus derechos a Nicolás Arriola y luego éste a los hermanos Brugo. 
Carlos y J. José Brugo dieron inicio a lo que llamaron la Colonia 3 de Febrero, adyacente al ejido de Paraná, con límite en el arroyo Las Tunas; poblaron con alrededor de 120 familias friulanas todas las chacras que contaban con 20 cuadras cuadradas. A partir de 1887, con la donación de Juan Bautista Solaro de varias manzanas de terreno para la construcción de la iglesia católica, se comenzó a generar cierta población alrededor de la nueva capilla en la concesión n.º 11 y eso dio origen a lo que el presbítero Benedicto Garabaso decidió llamar San Benito. Pese a que por muchos años se siguió llamando Colonia 3 de Febrero, y en la usanza popular Colonia Brugo, en el tiempo prevaleció la denominación que hoy se conoce: San Benito, cuyo ejido cuenta con unas 5400 hectáreas.

## Gobierno
Desde 1974 se inició como junta de gobierno, dependiendo del Gobierno de Entre Ríos, hasta que se creó el municipio de San Benito con la designación de un comisionado municipal hasta que se produjera el primer acto eleccionario de autoridades locales. Fue comisionado municipal desde el 13 de marzo de 1987 hasta el 11 de diciembre de 1987 Aníbal González.
Intendentes a cargo del municipio de San Benito.
1. 1987-1995. Aníbal González (UCR)
2. 1995-1999. Oscar Acosta (PJ)
3. 1999-2003: Oscar Acosta (PJ)
4. 2003-2007: Ángel Vázquez (FPV)
5. 2007-2011: Ángel Vazquez (FPV)
6. 2011-2015: Ángel Vazquez (hijo)(FPV)
7. 2015-2019: Exequiel Matias Donda (UNA)
8. 2019-2023: Exequiel Matias Donda (Cambiemos)[2]

## Barrios
- 22 Viviendas
- Las Marias
- Casino
- Jardines
- La Loma
- Las Rejas
- Las Tunas
- Mercantil
- Policial
- San Martín
- San Benito Centro
- San Pedro
- San Sebastián
- Solvencia
- Altos del Este[3]
- Portal del Norte

## Transportes

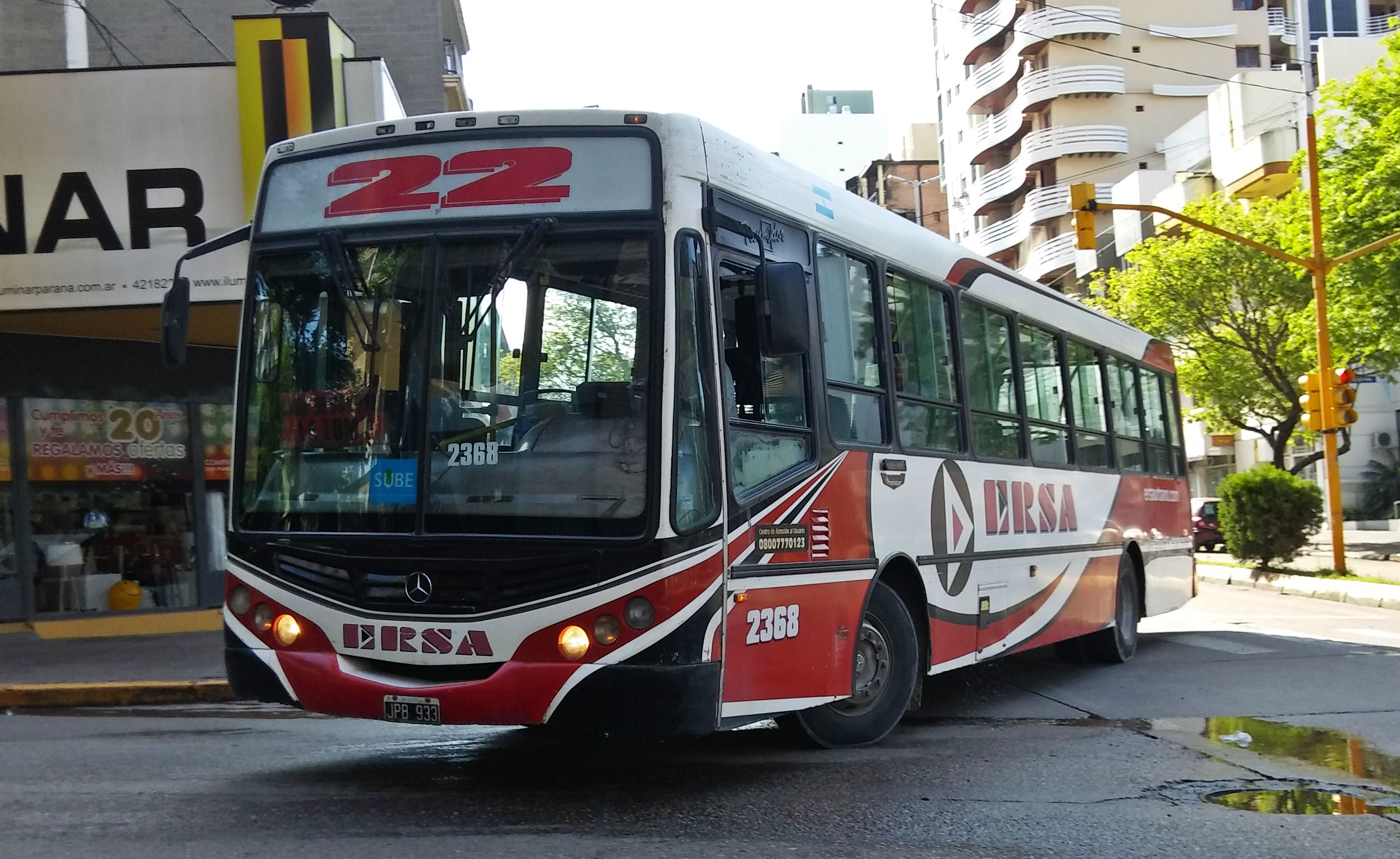
Unidad de la Línea 22

La ciudad de San Benito se une con la ciudad de Paraná mediante las líneas 4, 20 y 22 (Ramal Blanco). También se conecta con las localidades de Colonia Avellaneda, Oro Verde y la zona sur de la ciudad de Paraná por la línea 17.

## Parroquias de la Iglesia católica en San Benito
| Arquidiócesis | Paraná          |
| ------------- | --------------- |
| Parroquias    | San Benito Abad |

1. Capilla San Cayetano
2. Capilla Inmaculada Concepción